# Axis of Evil Comedy Tour
Axis of Evil, efter ondskans axelmakter, är en ståuppkomik-turné komikerna
Ahmed Ahmed, Aron Kader och Maz Jobrani och Dean Obeidallah. Gruppens har nått framgångar och ett av deras klipp på Youtube har setts fler än 200 000 gånger.
Gruppen startade i november 2005 och döptes till Axis of Evil efter att George W. Bush utnämnt Irak, Iran och Nordkorea till just "ondskans axelmakter". Gruppen skämtar mycket om terrorism och att vara från Mellanöstern i USA. I en intervju med CNN förklarar Aron Kader att det är en fin balansgång och att nyckeln är att få med publiken och få dem att förstå att det finns en stereotyp och att det är den han driver med. Samtidigt som gruppen skämtar om stereotyperna försöker de även ändra dem, ett skratt i taget. När Axis of Evil 2007 framträdde i en timslång show på den amerikanska kanalen Comedy Central var det den första ståuppkomik-showen på TV med enbart komiker med härstamning i mellanöstern.